# تغاليمت
تغاليمت بلدية جزائرية في ولاية سيدي بلعباس شمال غرب الجزائر.